# Sale and Leaseback
Une cession-bail ou « leaseback » en anglais (diminutif de sale and leaseback) est une transaction financière au cours de laquelle une entité vend un actif et le récupère en location pour une longue durée. Ainsi, l’entité continue d’utiliser l’actif mais n’en est plus le propriétaire. Généralement, cette transaction est réalisée pour des actifs immobilisés, notamment dans l’immobilier et l’aviation, et les objectifs sont variés et concernent souvent le financement, la comptabilité, la taxation.

## Dispositions du leaseback
Après l’achat d’un actif, le propriétaire donne un accord à long terme selon lequel la propriété est louée au vendeur. Une des raisons de réaliser un leaseback est de transférer la propriété d’un actif à une holding, en gardant la trace de la valeur et de la rentabilité de l’actif. Une autre est, pour le vendeur, de se procurer de l’argent en débarquant un actif de valeur à un acheteur qui est vraisemblablement intéressé pour réaliser un investissement sécurisé à long terme.

### Solution possible aux actifs bancaires toxiques
Selon Robert Peston, rédacteur à la BBC, une option possible pour traiter la crise des subprimes serait un sale and leaseback des actifs toxiques. Peston dit « un sale and leaseback entre les banques et l’État présente deux avantages majeurs : Il n’y a pas besoin d’évaluer le montant des actifs toxiques ; et les pertes sur ces actifs toxiques seraient absorbées par les banques dans des proportions raisonnables pendant environ 10 ans.

### Immobilier

#### France
Le leaseback de propriétés résidentielles est populaire en France depuis plus de 30 ans ; il confère des avantages fiscaux significatifs. Conformément à la règlementation, l’acheteur peut utiliser la propriété entre 1 et 8 semaines (avec un maximum de 6 mois par an). Le gouvernement français encourage le développement de ce type de transaction dans les zones touristiques pour soulager le déficit de logements de location. Le gouvernement rembourse la TVA locale quand la propriété est achetée.

#### États-Unis
Un « sale and leaseback » est une transaction dans laquelle le propriétaire d’une propriété vend un actif, généralement immobilier, et le loue ensuite à l’acheteur. De cette manière, la transaction fonctionne comme un prêt, avec des paiements prenant la forme de loyers. En raison du manque de finances disponibles sur le marché d’aujourd’hui, beaucoup d’activités aux États-Unis se tournent de plus en plus vers le sale and leaseback pour se doter de liquidités rapidement. Dans certains cas, le locataire peut disposer d’une option pour racheter l’actif à la fin du bail. Habituellement, si le propriétaire devait racheter l’actif, la transaction aurait lieu à la fin de l’année fiscale, dans le cas où l’une des deux parties devait être auditée par le fisc.

#### Autres pays
Le concept du leaseback s’est étendu à d’autres pays européens comme la Suisse ou l’Espagne. Les propriétés généralement disponibles sont des studios, des appartements et des villas. Elles sont situées dans les zones touristiques (stations de ski, bords de mer, terrains de golf, …)

## Immobilier commercial
Un sale and leaseback est habituellement une transaction commerciale immobilière dans laquelle une partie, souvent une société, vend ses actifs immobiliers d’entreprise à une autre partie, comme un investisseur institutionnel ou une société d’investissement immobilier, et loue ensuite la propriété à un tarif et une durée acceptable pour le nouveau propriétaire. La durée de la location et le montant du loyer sont basés sur les coûts de financement du nouveau propriétaire, de la solvabilité du locataire et un taux de rendement basé sur l’investissement initial du nouveau propriétaire.
Les avantages pour un vendeur/loueur sont variés, mais les principaux sont :
- Aider l’expansion financière d’activités existantes, acheter un nouvel équipement industriel, ou réaliser de nouveaux investissements.
- Aider au remboursement des dettes, et améliorer le bilan de l’entreprise.
- Aider à la réduction de l’assujettissement à l’impôt sur le revenu. De plus, le loyer est traité comme une charge d’exploitation déductible.

Les avantages pour un investisseur sont :
- Juste retour sur investissement sous forme de loyer pendant la durée du bail, et propriété d’un actif amortissable déjà occupé par un locataire fiable.
- À long terme, actif totalement loué avec un flux de revenu garanti

## Aviation
Le leaseback est très souvent utilisé dans l’aviation commerciale pour récupérer les liquidités investies dans l’actif. Les compagnies, par exemple vendent l’avion au bailleur, les banques ou d’autres institutions financières, qui louent en retour l’actif aux compagnies. Des économies d’impôts peuvent également être réalisées par la compagnie dès que l’actif n’est plus en leur possession mais loué. En raison de l’importance du prix d’un avion et des moteurs, surtout les appareils neufs, les liquidités provenant de ce type de leaseback sont utilisées par les compagnies pour améliorer leurs performances financières.  

## Équipements industriels
La pratique du leaseback s’étend également à l’industrie, pour la plupart des équipements industriels. Une entreprise vend certains de ses équipements à un bailleur, une banque ou une autre institution financière, qui loue en retour les équipements à l’entreprise. Ainsi l’entreprise n’est plus propriétaire des équipements mais en conserve l’usage. Cette transaction commerciale permet aux entreprises de disposer immédiatement de liquidités pour réaliser des investissements dans de nouveaux projets.